# Liste des ministres italiens des Affaires étrangères
Cet article dresse la liste des ministres italiens des Affaires étrangères depuis la création du ministère, en 1861. 
Le ministre actuel est Antonio Tajani, nommé le 22 octobre 2022 par le président de la République Sergio Mattarella, sur proposition de la présidente du Conseil des ministres Giorgia Meloni.

## Liste

### Royaume d'Italie
| Ministre (Naissance–Décès) | Ministre (Naissance–Décès)                                     | Mandat                                                         | Parti | Parti       | Gouvernement      |
| -------------------------- | -------------------------------------------------------------- | -------------------------------------------------------------- | ----- | ----------- | ----------------- |
|                            | Camillo Cavour (1810–1861) Comme président du Conseil          | 23 mars 1861 – 6 juin 1861 2 mois et 14 jours                  |       | Destra      | Cavour IV         |
|                            | Bettino Ricasoli (1809–1880) Comme président du Conseil        | 12 juin 1861 – 3 mars 1862 8 mois et 19 jours                  |       | Destra      | Ricasoli I        |
|                            | Urbano Rattazzi (1808–1873) Comme président du Conseil         | 3 mars 1862 – 31 mars 1862 28 jours                            |       | Sinistra    | Rattazzi I        |
|                            | Giacomo Durando (1807–1894)                                    | 31 mars 1862 – 8 décembre 1862 8 mois et 7 jours               |       | Destra      | Rattazzi I        |
|                            | Giuseppe Pasolini (1815–1876)                                  | 8 décembre 1862 – 24 mars 1863 3 mois et 16 jours              |       | Destra      | Farini            |
|                            | Emilio Visconti-Venosta (1829–1914)                            | 24 mars 1863 – 28 septembre 1864 1 an, 6 mois et 4 jours       |       | Destra      | Minghetti I       |
|                            | Alfonso La Marmora (1804–1878) Comme président du Conseil      | 28 septembre 1864 – 20 juin 1866 1 an, 8 mois et 23 jours      |       | Militaire   | La Marmora II·III |
|                            | Bettino Ricasoli (1809–1880) Comme président du Conseil        | 20 juin 1866 – 28 juin 1866 8 jours                            |       | Destra      | Ricasoli II       |
|                            | Emilio Visconti-Venosta (1829–1914)                            | 28 juin 1866 – 10 avril 1867 9 mois et 13 jours                |       | Destra      | Ricasoli II       |
|                            | Federico Pescetto (1817–1882)                                  | 10 avril 1867 – 12 avril 1867 2 jours                          |       | Destra      | Rattazzi II       |
|                            | Pompeo Di Campello (1803–1884)                                 | 12 avril 1867 – 27 octobre 1867 6 mois et 15 jours             |       | Sinistra    | Rattazzi II       |
|                            | Luigi Federico Menabrea (1809–1896) Comme président du Conseil | 27 octobre 1867 – 14 décembre 1869 2 ans, 1 mois et 17 jours   |       | Destra      | Menabrea I·II·III |
|                            | Emilio Visconti-Venosta (1829–1914)                            | 14 décembre 1869 – 20 novembre 1876 6 ans, 11 mois et 6 jours  |       | Destra      | Lanza             |
| Minghetti II               | Emilio Visconti-Venosta (1829–1914)                            | 14 décembre 1869 – 20 novembre 1876 6 ans, 11 mois et 6 jours  |       | Destra      |                   |
|                            | Luigi Melegari (1805–1881)                                     | 20 novembre 1876 – 28 décembre 1877 1 an, 1 mois et 8 jours    |       | Sinistra    | Depretis I        |
|                            | Agostino Depretis (1813–1887) Comme président du Conseil       | 28 décembre 1877 – 24 mars 1878 2 mois et 24 jours             |       | Sinistra    | Depretis II       |
|                            | Luigi Corti (1823–1888)                                        | 24 mars 1878 – 24 octobre 1878 7 mois                          |       | Sinistra    | Cairoli I         |
|                            | Benedetto Cairoli (1825–1889) Comme président du Conseil       | 24 octobre 1878 – 19 décembre 1878 1 mois et 25 jours          |       | Sinistra    | Cairoli I         |
|                            | Agostino Depretis (1813–1887) Comme président du Conseil       | 19 décembre 1878 – 14 juillet 1879 6 mois et 25 jours          |       | Sinistra    | Depretis III      |
|                            | Benedetto Cairoli (1825–1889) Comme président du Conseil       | 14 juillet 1879 – 29 mai 1881 1 an, 10 mois et 15 jours        |       | Sinistra    | Cairoli II·III    |
|                            | Pasquale Stanislao Mancini (1817–1888)                         | 29 mai 1881 – 29 juin 1885 4 ans et 1 mois                     |       | Sinistra    | Depretis IV·V·VI  |
|                            | Agostino Depretis (1813–1887) Comme président du Conseil       | 29 juin 1885 – 6 octobre 1885 3 mois et 7 jours                |       | Sinistra    | Depretis VII      |
|                            | Carlo Felice Nicolis di Robilant (1826–1887)                   | 6 octobre 1885 – 4 avril 1887 1 an, 5 mois et 29 jours         |       | Militaire   | Depretis VII      |
|                            | Agostino Depretis (1813–1887) Comme président du Conseil       | 4 avril 1887 – 29 juillet 1887 3 mois et 25 jours              |       | Sinistra    | Depretis VIII     |
|                            | Francesco Crispi (1819–1901) Comme président du Conseil        | 29 juillet 1887 – 6 février 1891 3 ans, 6 mois et 8 jours      |       | Sinistra    | Crispi I·II       |
|                            | Antonio di Rudinì (1839–1908) Comme président du Conseil       | 6 février 1891 – 15 mai 1892 1 an, 3 mois et 9 jours           |       | Destra      | di Rudinì I       |
|                            | Benedetto Brin (1833–1898)                                     | 15 mai 1892 – 15 décembre 1893 1 an et 7 mois                  |       | Militaire   | Giolitti I        |
|                            | Alberto Blanc (1835–1904)                                      | 15 décembre 1893 – 10 mars 1896 2 ans, 2 mois et 24 jours      |       | Sinistra    | Crispi III·IV     |
|                            | Onorato Caetani (1842–1917)                                    | 10 mars 1896 – 11 juillet 1896 4 mois et 1 jour                |       | Destra      | di Rudinì II      |
|                            | Emilio Visconti Venosta (1829–1914)                            | 11 juillet 1896 – 1er juin 1898 1 an, 10 mois et 21 jours      |       | Destra      | di Rudinì III·IV  |
|                            | Raffaele Cappelli (1848–1921)                                  | 1er juin 1898 – 29 juin 1898 28 jours                          |       | Destra      | di Rudinì V       |
|                            | Felice Napoleone Canevaro (1838–1926)                          | 29 juin 1898 – 14 mai 1899 10 mois et 15 jours                 |       | Militaire   | Pelloux I         |
|                            | Emilio Visconti Venosta (1829–1914)                            | 14 mai 1899 – 15 février 1901 1 an, 9 mois et 1 jour           |       | Destra      | Pelloux II        |
| Saracco                    | Emilio Visconti Venosta (1829–1914)                            | 14 mai 1899 – 15 février 1901 1 an, 9 mois et 1 jour           |       | Destra      |                   |
|                            | Giulio Prinetti (1851–1908)                                    | 15 février 1901 – 9 février 1903 1 an, 11 mois et 25 jours     |       | Destra      | Zanardelli        |
|                            | Enrico Morin (1841–1910)                                       | 9 février 1903 – 3 septembre 1903 6 mois et 25 jours           |       | Militaire   | Zanardelli        |
|                            | Tommaso Tittoni (1855–1931)                                    | 3 septembre 1903 – 27 mars 1905 1 an, 6 mois et 24 jours       |       | Destra      | Giolitti II       |
| Tittoni                    | Tommaso Tittoni (1855–1931)                                    | 3 septembre 1903 – 27 mars 1905 1 an, 6 mois et 24 jours       |       | Destra      |                   |
|                            | Alessandro Fortis (1842–1909) Comme président du Conseil       | 27 mars 1905 – 24 décembre 1905 8 mois et 27 jours             |       | Sinistra    | Fortis I          |
|                            | Antonino Paternò-Castello (1852–1914)                          | 24 décembre 1905 – 8 février 1906 1 mois et 15 jours           |       | Destra      | Fortis II         |
|                            | Francesco Guicciardini (1851–1915)                             | 8 février 1906 – 29 mai 1906 3 mois et 21 jours                |       | Destra      | Sonnino I         |
|                            | Tommaso Tittoni (1855–1931)                                    | 29 mai 1906 – 10 décembre 1909 3 ans, 6 mois et 11 jours       |       | Destra      | Giolitti III      |
|                            | Francesco Guicciardini (1851–1915)                             | 11 décembre 1909 – 31 mars 1910 3 mois et 20 jours             |       | Destra      | Sonnino II        |
|                            | Antonino Paternò-Castello (1852–1914)                          | 31 mars 1910 – 17 octobre 1914 4 ans, 6 mois et 26 jours       |       | Destra / UL | Luzzatti          |
| Giolitti IV                | Antonino Paternò-Castello (1852–1914)                          | 31 mars 1910 – 17 octobre 1914 4 ans, 6 mois et 26 jours       |       | Destra / UL |                   |
| Salandra I                 | Antonino Paternò-Castello (1852–1914)                          | 31 mars 1910 – 17 octobre 1914 4 ans, 6 mois et 26 jours       |       | Destra / UL |                   |
|                            | Antonio Salandra (1853–1931) Comme président du Conseil        | 17 octobre 1914 – 31 octobre 1914 14 jours                     |       | UL          | Salandra I        |
|                            | Sidney Sonnino (1847–1922)                                     | 31 octobre 1914 – 23 juin 1919 4 ans, 7 mois et 23 jours       |       | UL          | Salandra II       |
| Boselli                    | Sidney Sonnino (1847–1922)                                     | 31 octobre 1914 – 23 juin 1919 4 ans, 7 mois et 23 jours       |       | UL          |                   |
| Orlando                    | Sidney Sonnino (1847–1922)                                     | 31 octobre 1914 – 23 juin 1919 4 ans, 7 mois et 23 jours       |       | UL          |                   |
|                            | Tommaso Tittoni (1855–1931)                                    | 23 juin 1919 – 26 juin 1919 3 jours                            |       | UL          | Nitti I           |
|                            | Francesco Nitti (1868–1953) Comme président du Conseil         | 26 juin 1919 – 26 septembre 1919 3 mois                        |       | PRI         | Nitti I           |
|                            | Vittorio Scialoja (1856–1933)                                  | 26 septembre 1919 – 15 juin 1920 8 mois et 20 jours            |       | UL          | Nitti I·II        |
|                            | Carlo Sforza (1872–1952)                                       | 15 juin 1920 – 4 juillet 1921 1 an et 19 jours                 |       | PLDI        | Giolitti V        |
|                            | Pietro Tomasi Della Torretta (1873–1962)                       | 4 juillet 1921 – 22 février 1922 7 mois et 18 jours            |       | Indépendant | Bonomi I          |
|                            | Carlo Schanzer (1865–1953)                                     | 26 février 1922 – 31 octobre 1922 8 mois et 9 jours            |       | PLDI        | Facta I·II        |
|                            | Benito Mussolini (1883–1945) Comme président du Conseil        | 31 octobre 1922 – 12 septembre 1929 6 ans, 10 mois et 12 jours |       | PNF         | Mussolini         |
|                            | Dino Grandi (1895–1988)                                        | 12 septembre 1929 – 20 juillet 1932 2 ans, 10 mois et 8 jours  |       | PNF         | Mussolini         |
|                            | Benito Mussolini (1883–1945) Comme président du Conseil        | 20 juillet 1932 – 9 juin 1936 3 ans, 10 mois et 20 jours       |       | PNF         | Mussolini         |
|                            | Galeazzo Ciano (1903–1944)                                     | 9 juin 1936 – 6 février 1943 6 ans, 7 mois et 28 jours         |       | PNF         | Mussolini         |
|                            | Benito Mussolini (1883–1945) Comme président du Conseil        | 6 février 1943 – 25 juillet 1943 5 mois et 19 jours            |       | PNF         | Mussolini         |
|                            | Raffaele Guariglia (1889–1970)                                 | 25 juillet 1943 – 11 février 1944 6 mois et 17 jours           |       | Indépendant | Badoglio I        |
|                            | Pietro Badoglio (1871–1956) Comme président du Conseil         | 11 février 1944 – 18 juin 1944 4 mois et 7 jours               |       | Militaire   | Badoglio I·II     |
|                            | Ivanoe Bonomi (1873–1951)                                      | 18 juin 1944 – 10 décembre 1944 5 mois et 22 jours             |       | PLDI        | Bonomi II         |
|                            | Alcide De Gasperi (1881–1954)                                  | 12 décembre 1944 – 13 juillet 1946 1 an, 7 mois et 12 jours    |       | DC          | Bonomi III        |
| Parri                      | Alcide De Gasperi (1881–1954)                                  | 12 décembre 1944 – 13 juillet 1946 1 an, 7 mois et 12 jours    |       | DC          |                   |
| De Gasperi I               | Alcide De Gasperi (1881–1954)                                  | 12 décembre 1944 – 13 juillet 1946 1 an, 7 mois et 12 jours    |       | DC          |                   |

### République italienne
| Ministre (Naissance–Décès) | Ministre (Naissance–Décès)              | Mandat                              | Parti | Parti        | Gouvernement           |
| -------------------------- | --------------------------------------- | ----------------------------------- | ----- | ------------ | ---------------------- |
|                            | Alcide De Gasperi (1881-1954)           | 14 juillet 1946 – 18 octobre 1946   |       | DC           | De Gasperi II          |
|                            | Pietro Nenni (1891-1980)                | 18 octobre 1946 2 février 1947      |       | PSIUP        | De Gasperi II          |
|                            | Carlo Sforza (1872-1952)                | 2 février 1947 – 26 juillet 1951    |       | PRI          | De Gasperi III·IV·V·VI |
|                            | Alcide De Gasperi (1881-1954)           | 26 juillet 1951 – 17 août 1953      |       | DC           | De Gasperi VII·VIII    |
|                            | Giuseppe Pella (1902-1981)              | 17 août 1953 – 19 janvier 1954      |       | DC           | Pella                  |
|                            | Attilio Piccioni (1892-1976)            | 19 janvier 1954 – 19 septembre 1954 |       | DC           | Fanfani I              |
| Scelba                     | Attilio Piccioni (1892-1976)            | 19 janvier 1954 – 19 septembre 1954 |       | DC           |                        |
|                            | Gaetano Martino (1900-1967)             | 19 septembre 1954 – 20 mai 1957     |       | PLI          | Scelba                 |
| Segni I                    | Gaetano Martino (1900-1967)             | 19 septembre 1954 – 20 mai 1957     |       | PLI          |                        |
|                            | Giuseppe Pella (1902-1981)              | 20 mai 1957 – 2 juillet 1958        |       | DC           | Zoli                   |
|                            | Amintore Fanfani (1908-1999)            | 2 juillet 1958 – 16 février 1959    |       | DC           | Fanfani II             |
|                            | Giuseppe Pella (1902-1981)              | 16 février 1959 – 26 mars 1960      |       | DC           | Segni II               |
|                            | Antonio Segni (1891-1972)               | 26 mars 1960 – 7 mai 1962           |       | DC           | Tambroni               |
| Fanfani III·IV             | Antonio Segni (1891-1972)               | 26 mars 1960 – 7 mai 1962           |       | DC           |                        |
|                            | Amintore Fanfani (intérim) (1908-1999)  | 7 mai 1962 – 29 mai 1962            |       | DC           | Fanfani IV             |
|                            | Attilio Piccioni (1892-1976)            | 29 mai 1962 – 5 décembre 1963       |       | DC           | Fanfani IV             |
| Leone I                    | Attilio Piccioni (1892-1976)            | 29 mai 1962 – 5 décembre 1963       |       | DC           |                        |
|                            | Giuseppe Saragat (1898-1988)            | 5 décembre 1963 – 28 décembre 1964  |       | PSDI         | Moro I·II              |
|                            | Aldo Moro (intérim) (1916-1978)         | 28 décembre 1964 – 5 mars 1965      |       | DC           | Moro II                |
|                            | Amintore Fanfani (1908-1999)            | 5 mars 1965 – 30 décembre 1965      |       | DC           | Moro II                |
|                            | Aldo Moro (intérim) (1916-1978)         | 30 décembre 1965 – 24 février 1966  |       | DC           | Moro II                |
|                            | Amintore Fanfani (1908-1999)            | 24 février 1966 – 5 juin 1968       |       | DC           | Moro III               |
|                            | Aldo Moro (intérim) (1916-1978)         | 5 juin 1968 – 25 juin 1968          |       | DC           | Moro III               |
|                            | Giuseppe Medici (1907-2000)             | 25 juin 1968 – 13 décembre 1968     |       | DC           | Leone II               |
|                            | Pietro Nenni (1891-1980)                | 13 décembre 1968 – 6 août 1969      |       | PSI          | Rumor I                |
|                            | Aldo Moro (1916-1978)                   | 6 août 1969 – 26 juin 1972          |       | DC           | Rumor II·III           |
| Colombo                    | Aldo Moro (1916-1978)                   | 6 août 1969 – 26 juin 1972          |       | DC           |                        |
| Andreotti I                | Aldo Moro (1916-1978)                   | 6 août 1969 – 26 juin 1972          |       | DC           |                        |
|                            | Giuseppe Medici (1907-2000)             | 26 juin 1972 – 8 juillet 1973       |       | DC           | Andreotti II           |
|                            | Aldo Moro (1916-1978)                   | 8 juillet 1973 – 23 novembre 1974   |       | DC           | Rumor IV·V             |
|                            | Mariano Rumor (1915-1990)               | 23 novembre 1974 – 30 juillet 1976  |       | DC           | Moro IV·V              |
|                            | Arnaldo Forlani (né en 1925)            | 30 juillet 1976 – 5 août 1979       |       | DC           | Andreotti III·IV·V     |
|                            | Franco Maria Malfatti (1927-1991)       | 5 août 1979 – 14 janvier 1980       |       | DC           | Cossiga I              |
|                            | Attilio Ruffini (1924-2011)             | 14 janvier 1980 – 4 avril 1980      |       | DC           | Cossiga I              |
|                            | Emilio Colombo (1920-2013)              | 4 avril 1980 – 4 août 1983          |       | DC           | Cossiga II             |
| Forlani                    | Emilio Colombo (1920-2013)              | 4 avril 1980 – 4 août 1983          |       | DC           |                        |
| Spadolini I·II             | Emilio Colombo (1920-2013)              | 4 avril 1980 – 4 août 1983          |       | DC           |                        |
| Fanfani V                  | Emilio Colombo (1920-2013)              | 4 avril 1980 – 4 août 1983          |       | DC           |                        |
|                            | Giulio Andreotti (1919-2013)            | 4 août 1983 – 23 juillet 1989       |       | DC           | Craxi I·II             |
| Fanfani VI                 | Giulio Andreotti (1919-2013)            | 4 août 1983 – 23 juillet 1989       |       | DC           |                        |
| Goria                      | Giulio Andreotti (1919-2013)            | 4 août 1983 – 23 juillet 1989       |       | DC           |                        |
| De Mita                    | Giulio Andreotti (1919-2013)            | 4 août 1983 – 23 juillet 1989       |       | DC           |                        |
|                            | Gianni De Michelis (1940-2019)          | 23 juillet 1989 – 28 juin 1992      |       | PSI          | Andreotti VI·VII       |
|                            | Vincenzo Scotti (né en 1933)            | 28 juin 1992 – 29 juillet 1992      |       | DC           | Amato I                |
|                            | Giuliano Amato (intérim) (né en 1938)   | 29 juillet 1992 – 1er août 1992     |       | PSI          | Amato I                |
|                            | Emilio Colombo (1920-2013)              | 1er août 1992 – 29 avril 1993       |       | DC           | Amato I                |
|                            | Beniamino Andreatta (1928-2007)         | 29 avril 1993 – 19 avril 1994       |       | DC / PPI     | Ciampi                 |
|                            | Leopoldo Elia (intérim) (1925-2008)     | 19 avril 1994 – 11 mai 1994         |       | PPI          | Ciampi                 |
|                            | Antonio Martino (1942-2022)             | 11 mai 1994 – 17 janvier 1995       |       | FI           | Berlusconi I           |
|                            | Susanna Agnelli (1922-2009)             | 17 janvier 1995 – 18 mai 1996       |       | Indépendante | Dini                   |
|                            | Lamberto Dini (né en 1931)              | 18 mai 1996 – 6 juin 2001           |       | RI           | Prodi I                |
| D'Alema I·II               | Lamberto Dini (né en 1931)              | 18 mai 1996 – 6 juin 2001           |       | RI           |                        |
| Amato II                   | Lamberto Dini (né en 1931)              | 18 mai 1996 – 6 juin 2001           |       | RI           |                        |
|                            | Renato Ruggiero (1930-2013)             | 11 juin 2001 – 6 janvier 2002       |       | Indépendant  | Berlusconi II          |
|                            | Silvio Berlusconi (intérim) (1936-2023) | 6 janvier 2002 – 14 novembre 2002   |       | FI           | Berlusconi II          |
|                            | Franco Frattini (1957-2022)             | 14 novembre 2002 – 8 novembre 2004  |       | FI           | Berlusconi II          |
|                            | Gianfranco Fini (né en 1952)            | 8 novembre 2004 – 17 mai 2006       |       | AN           | Berlusconi II·III      |
|                            | Massimo D'Alema (né en 1949)            | 17 mai 2006 – 8 mai 2008            |       | DS / PD      | Prodi II               |
|                            | Franco Frattini (1957-2022)             | 8 mai 2008 – 16 novembre 2011       |       | PDL          | Berlusconi IV          |
|                            | Giulio Terzi di Sant'Agata (né en 1946) | 16 novembre 2011 – 26 mars 2013     |       | Indépendant  | Monti                  |
|                            | Mario Monti (intérim) (né en 1943)      | 26 mars 2013 – 28 avril 2013        |       | Indépendant  | Monti                  |
|                            | Emma Bonino (née en 1948)               | 28 avril 2013 – 22 février 2014     |       | Rad          | Letta                  |
|                            | Federica Mogherini (née en 1973)        | 22 février 2014 – 31 octobre 2014   |       | PD           | Renzi                  |
|                            | Paolo Gentiloni (né en 1954)            | 31 octobre 2014 – 12 décembre 2016  |       | PD           | Renzi                  |
|                            | Angelino Alfano (né en 1970)            | 12 décembre 2016 – 1er juin 2018    |       | NCD / AP     | Gentiloni              |
|                            | Enzo Moavero Milanesi (né en 1954)      | 1er juin 2018 – 5 septembre 2019    |       | Indépendant  | Conte I                |
|                            | Luigi Di Maio (né en 1986)              | 5 septembre 2019 – 22 octobre 2022  |       | M5S          | Conte II               |
| Draghi                     | Luigi Di Maio (né en 1986)              | 5 septembre 2019 – 22 octobre 2022  |       | M5S          |                        |
|                            | Antonio Tajani (né en 1953)             | depuis le 22 octobre 2022           |       | FI           | Meloni                 |